# Sankt Pauls Sogn (København)
 For alternative betydninger, se Sankt Pauls Sogn. (Se også artikler, som begynder med Sankt Pauls Sogn)
Sankt Pauls Sogn er et sogn i Holmens og Østerbro Provsti (Københavns Stift). Sognet ligger i Københavns Kommune; indtil Kommunalreformen i 1970 lå det i Sokkelund Herred (Københavns Amt). I Sankt Pauls Sogn ligger Sankt Pauls Kirke.
I Sankt Pauls Sogn findes flg. autoriserede stednavne: 